# Dialecto navarro del euskera

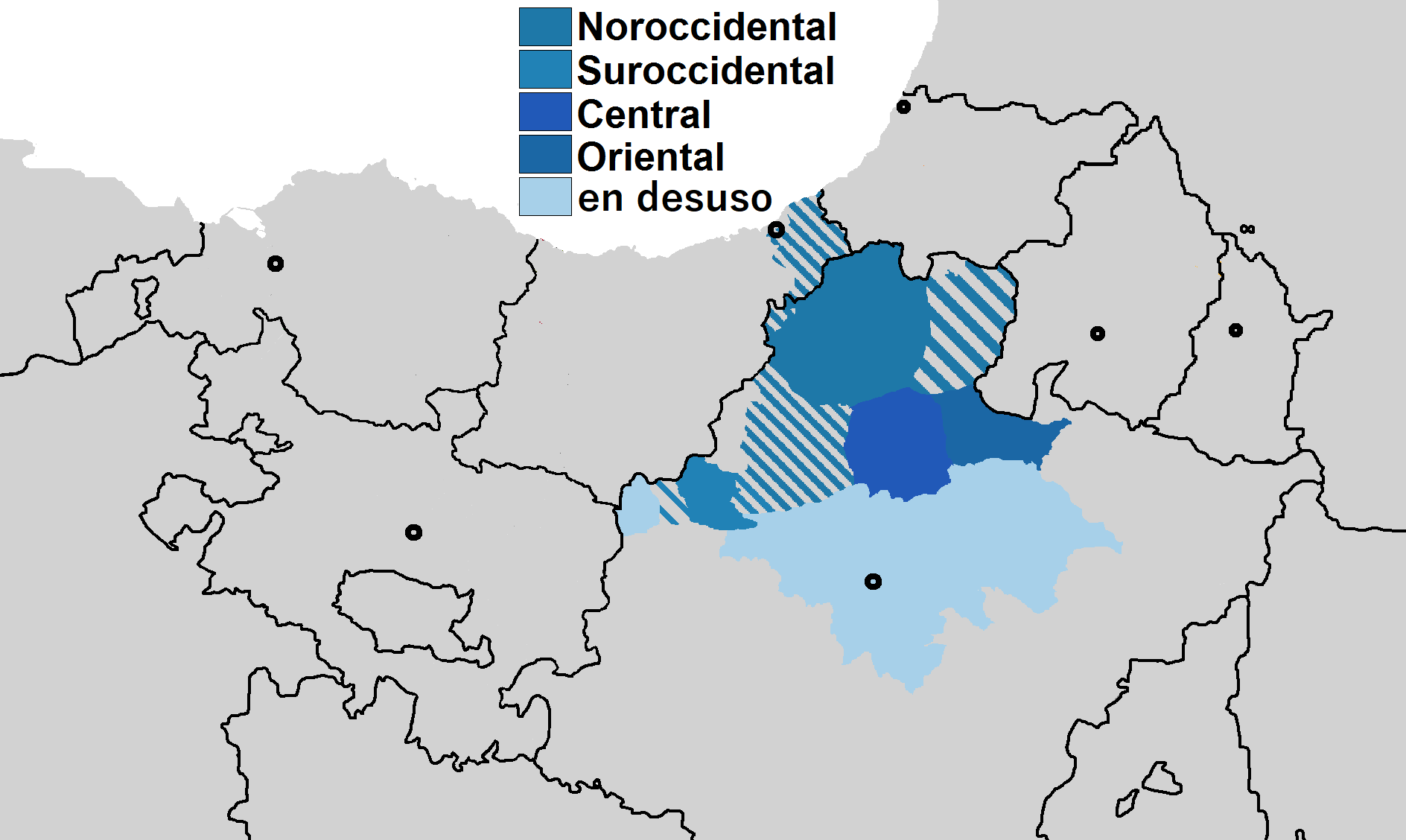
Dialectos navarros del euskera.

El euskera alto-navarro (goi-nafarrera en euskera) es el dialecto del euskera hablado en la parte central y norte de Navarra así como en el extremo oriental de Guipúzcoa y la frontera occidental bajonavarra con Navarra. Esta denominación se corresponde con la clasificación hecha por Louis Lucien Bonaparte a finales del siglo XIX, que a su vez tenía dos variantes, altonavarro meridional y altonavarro septentrional. Posteriores estudios, como los realizados por Koldo Zuazo, renombran este dialecto como navarro (nafarrera en euskera) o euskera navarro (nafarroako euskara en euskera).

## Subdialectos (azpieuskalkiak)
El príncipe Bonaparte dividió en dos el dialecto alto-navarro. Por una parte distinguió el alto-navarro meridional y el altonavarro septentrional.
Sin embargo Koldo Zuazo reorganizó al renombrar los dialectos del euskera denominó a este dialecto simplemente como navarro, agrupando zonas como Araiz, Larráun, Basaburúa e Imoz con el dialecto guipuzcoano denominándolo central.
El alto-navarro meridional (hegoaldeko goi-nafarrera en euskera) fue el dialecto más extenso y hablado en Navarra, el dialecto propio de Pamplona, se hablaba en la zona central de la comunidad foral con zonas fronterizas como Valdega, La Solana, Oteiza, Villatuerta, Cirauqui, Mañeru, Puente la Reina, Valdizarbe, Artajona, Pueyo, Valdorba, Lerga, Ujué, Gallipienzo, Sada, Sangüesa, Leache, Lumbier y Urraúl.
Actualmente, su extensión se ha reducido de Pamplona al norte de lo que antes abarcaba y se encuentra en peligro de extinción, ya que su transmisión natural se habría interrumpido en la mayoría del territorio en el que se hablaba, si bien se mantiene, sin embargo, en los valles de Erro, Egüés y Esteríbar. El dialecto de Erro y Esteribar ha sido estudiado recientemente por la profesora Orreaga Ibarra en varias publicaciones. No obstante, en las escuelas (en las que el modelo D es mayoritario), se procura mantener las formas y expresiones propias de los valles con la intención de conservar el alto-navarro meridional.
El alto-navarro septentrional (iparraldeko goi-nafarrera en euskera) es, por tanto, el dialecto o subdialecto más extendido en la actualidad, y se habla en zonas como Araquil, Lacunza, Arbizu, Irañeta, Arruazu, Larráun, Araiz, Cinco Villas, Imoz, Basaburúa Menor y Mayor, Arano, Goizueta, Leiza, Areso, Ulzama, Anué, Malerreka, Bértiz-Arana. El dialecto de Ulzama ha sido estudiado en profundidad por la dialectóloga Orreaga Ibarra en una monografía publicada en 1995. Como ya hemos mencionado antes Araiz, Larráun, Basaburúa, Imoz oscilarían entre el navarro y el central o dialecto guipuzcoano. También se habla en el este de Guipúzcoa en Irún, Fuenterrabía, Lezo y Oyarzun. 
Este subdialecto no ha interrumpido su transmisión natural. Es un dialecto con características poco nítidas y las hablas se diferencian bastante unas de otras. Por ejemplo, el euskera hablado en La Barranca posee similitudes con el guipuzcoano hablado en Navarra. 
Como ya hemos dicho antes, algunos autores reagrupan estos dos dialectos en uno solo, llamado navarro.
El aezcoano, dialecto propio del valle de Aézcoa, podría ser un habla de transición, entre alto-navarro y bajo-navarro (salacenco). Según la mayoría (Bonaparte, Campión, Azkue o Iñaki Camino, entre otros) es posible que forme parte del segundo, el bajo navarro del Salazar.
Sin embargo, hasta hace poco tiempo, se consideraba que el salacenco formaba parte del Bajo Navarro Oriental y que el roncalés era un dialecto aparte. Recientemente, algunos lingüistas han clasificado al salacenco y al roncalés como subdialectos de un dialecto propio, independiente al Alto navarro, al que han denominado Alto Navarro Oriental.
El euskera hablado en el Valle de Baztán sería un euskera intermedio entre el navarro y el dialecto labortano. Algunos autores lo consideran una variedad del labortano, la continuidad del mismo al otro lado de los Pirineos. El príncipe Bonaparte lo nombró como alto-navarro septentrional y Koldo Zuazo como navarro, pero el Diccionario General Vasco prefiere mantenerlo diferenciado del navarro, como dialecto independiente.

## Rasgos sociolingüísticos
Se trata del dialecto vasco más extendido en Navarra y su mayor característica es su diversidad, siendo por ejemplo bastante diferenciables las formas de los valles de Sakana y Baztán.

## Literatura
Las variedades navarras no han sido por lo general muy utilizadas en la escritura, comparadas con otras variedades como el labortano y el guipuzcoano. El primer libro escrito en este dialecto del euskera sería la "Doctrina Christiana de Sancho de Elso", o el "Tratado de Oír Misa" (1621) escrito por Juan de Beriáin, natural de Uterga, y que no se ha conservado hasta nuestros días. En este libro el autor declaraba que escribía en el euskera de Pamplona: 

"Escribo en el que se habla en Pamplona, porque es la capital de este reino, y es la que más extendida y mejor se entiende en toda Navarra"

Otro autor destacable es Joaquín Lizarraga, hijo y párroco de Elcano, quien escribió numerosos sermones y libros de oraciones, que resultó un material imprescindible para conocer mejor variedad lingüística hablada en la Cuenca de Pamplona o Iruñerria.
También se han escrito numerosos sermones, documentos administrativos y otro tipo de documentos que han facilitado el estudio de este dialecto de forma escrita.